# Brejinho de Nazaré
Brejinho de Nazaré is een gemeente in de Braziliaanse deelstaat Tocantins. De gemeente telt 5.506 inwoners (schatting 2009).